# Aphis spiraephaga
Aphis spiraephaga är en insektsart som beskrevs av F.P. Müller 1961. Aphis spiraephaga ingår i släktet Aphis och familjen långrörsbladlöss. Arten är reproducerande i Sverige. Inga underarter finns listade i Catalogue of Life.